# Wahlkreis North East Fife (Schottisches Parlament)
| North East Fife                         |
| --------------------------------------- |
| North East Fife · Mid Scotland and Fife |
| Gebildet                                |
| 1999                                    |
| Abgeordneter                            |
| Willie Rennie (Liberal Democrats)       |
| Regionen                                |
| Fife                                    |

North East Fife ist ein Wahlkreis für das Schottische Parlament. Er wurde 1999 als einer von neun Wahlkreisen der Wahlregion Mid Scotland and Fife eingeführt, die im Zuge der Revision der Wahlkreise im Jahre 2011 neu zugeschnitten wurde und weiterhin neun Wahlkreise umfasst. Hierbei wurden auch geringfügige Änderungen an den Grenzen des Wahlkreises North East Fife vorgenommen. Er umfasst die nordöstlichen Gebiete der Council Area Fife mit den Städten Auchtermuchty, Cupar und St Andrews. Der Wahlkreis entsendet einen Abgeordneten. 
Der Wahlkreis erstreckt sich über eine Fläche von 715,3 km2. Im Jahre 2020 lebten 75.557 Personen innerhalb seiner Grenzen.

## Wahlergebnisse

### Parlamentswahl 1999
| Ergebnisse der Parlamentswahl 1999 | Ergebnisse der Parlamentswahl 1999 | Ergebnisse der Parlamentswahl 1999 | Ergebnisse der Parlamentswahl 1999 |
| Partei                             | Kandidat                           | Stimmen                            | %                                  |
| ---------------------------------- | ---------------------------------- | ---------------------------------- | ---------------------------------- |
| Liberal Democrats                  | Iain Smith                         | 13.590                             | 37,8                               |
| Conservative                       | Ted Brocklebank                    | 8526                               | 23,7                               |
| SNP                                | Colin Welsh                        | 6373                               | 17,7                               |
| Labour                             | Charles Milne                      | 5175                               | 14,4                               |
| Parteilos                          | Donald MacGregor                   | 1540                               | 4,3                                |
| Parteilos                          | Robert Beveridge                   | 737                                | 2,1                                |

### Parlamentswahl 2003
| Ergebnisse der Parlamentswahl 2003 | Ergebnisse der Parlamentswahl 2003 | Ergebnisse der Parlamentswahl 2003 | Ergebnisse der Parlamentswahl 2003 | Ergebnisse der Parlamentswahl 2003 |
| Partei                             | Kandidat                           | Stimmen                            | %                                  | ±                                  |
| ---------------------------------- | ---------------------------------- | ---------------------------------- | ---------------------------------- | ---------------------------------- |
| Liberal Democrats                  | Iain Smith                         | 13.479                             | 46,0                               | +8,2                               |
| Conservative                       | Ted Brocklebank                    | 8424                               | 28,8                               | +5,1                               |
| SNP                                | Capre Ross-Williams                | 3660                               | 12,5                               | −5,2                               |
| Labour                             | Gregor Poynton                     | 2353                               | 8,0                                | −6,4                               |
| Scottish Socialist                 | Carlo Morelli                      | 1,366                              | 4.7                                | +4,7                               |
| Wahlbeteiligung: 29.282 (49,47 %)  |                                    |                                    |                                    |                                    |

### Parlamentswahl 2007
| Ergebnisse der Parlamentswahl 2007 | Ergebnisse der Parlamentswahl 2007 | Ergebnisse der Parlamentswahl 2007 | Ergebnisse der Parlamentswahl 2007 | Ergebnisse der Parlamentswahl 2007 |
| Partei                             | Kandidat                           | Stimmen                            | %                                  | ±                                  |
| ---------------------------------- | ---------------------------------- | ---------------------------------- | ---------------------------------- | ---------------------------------- |
| Liberal Democrats                  | Iain Smith                         | 13.307                             | 42,2                               | −3,8                               |
| Conservative                       | Ted Brocklebank                    | 8291                               | 26,3                               | −2,5                               |
| SNP                                | Roderick Campbell                  | 6735                               | 21,4                               | +8,9                               |
| Labour                             | Kenny Young                        | 2557                               | 8,1                                | +0,1                               |
| Parteilos                          | Tony Campbell                      | 662                                | 2,1                                | +2,1                               |
| Wahlbeteiligung: 52,91 %           |                                    |                                    |                                    |                                    |

### Parlamentswahl 2011
| Ergebnisse der Parlamentswahl 2011 | Ergebnisse der Parlamentswahl 2011 | Ergebnisse der Parlamentswahl 2011 | Ergebnisse der Parlamentswahl 2011 | Ergebnisse der Parlamentswahl 2011 |
| Partei                             | Kandidat                           | Stimmen                            | %                                  | ±                                  |
| ---------------------------------- | ---------------------------------- | ---------------------------------- | ---------------------------------- | ---------------------------------- |
| SNP                                | Roderick Campbell                  | 11.029                             | 37,2                               | +15,8                              |
| Liberal Democrats                  | Iain Smith                         | 8437                               | 28,4                               | −13,8                              |
| Conservative                       | Miles Briggs                       | 5618                               | 18,9                               | −7,4                               |
| Labour                             | Colin Davidson                     | 3613                               | 12,2                               | +4,1                               |
| UKIP                               | Mike Scott-Hayward                 | 979                                | 3,3                                | +3,3                               |
| Wahlbeteiligung: 50,69 %           |                                    |                                    |                                    |                                    |

### Parlamentswahl 2016
| Ergebnisse der Parlamentswahl 2016 | Ergebnisse der Parlamentswahl 2016 | Ergebnisse der Parlamentswahl 2016 | Ergebnisse der Parlamentswahl 2016 | Ergebnisse der Parlamentswahl 2016 |
| Partei                             | Kandidat                           | Stimmen                            | %                                  | ±                                  |
| ---------------------------------- | ---------------------------------- | ---------------------------------- | ---------------------------------- | ---------------------------------- |
| Liberal Democrats                  | Willie Rennie                      | 14.928                             | 43,8                               | +15,4                              |
| SNP                                | Roderick Campbell                  | 11.463                             | 33,7                               | −3,5                               |
| Conservative                       | Huw Bell                           | 5.646                              | 16,6                               | −2,4                               |
| Labour                             | Rosalind Garton                    | 2.026                              | 5,9                                | −6,2                               |
| Wahlbeteiligung: 34.063 (63,0 %)   |                                    |                                    |                                    |                                    |

### Parlamentswahl 2021
| Ergebnisse der Parlamentswahl 2021 | Ergebnisse der Parlamentswahl 2021 | Ergebnisse der Parlamentswahl 2021 | Ergebnisse der Parlamentswahl 2021 | Ergebnisse der Parlamentswahl 2021 |
| Partei                             | Kandidat                           | Stimmen                            | %                                  | ±                                  |
| ---------------------------------- | ---------------------------------- | ---------------------------------- | ---------------------------------- | ---------------------------------- |
| Liberal Democrats                  | Willie Rennie                      | 22.163                             | 55,1                               | +11,3                              |
| SNP                                | Rhuaraidh Fleming                  | 14.715                             | 36,6                               | +2,9                               |
| Conservative                       | Rhona Metcalfe                     | 2.323                              | 5,8                                | −10,8                              |
| Labour                             | Wendy Hayes                        | 1.056                              | 2,6                                | −3,3                               |
| Wahlbeteiligung: 69 %              |                                    |                                    |                                    |                                    |